# Robert Person
Ne pas confondre avec Robert Persons.
Robert Alan Person (né le 6 octobre 1969 à Lowell, Massachusetts, États-Unis) est un ancien lanceur droitier de baseball qui joue dans la Ligue majeure de 1995 à 2003.

## Carrière

### Débuts
Robert Person est repêché par les Indians de Cleveland au 25e tour de sélection en 1989 mais évolue pour des ligues mineures affiliés à plusieurs franchises différentes de la Ligue majeure de baseball avant de débuter au plus haut niveau en 1995. En 1991, les Indians le cèdent aux White Sox de Chicago, puis en 1992, il est réclamé par les Marlins de la Floride au repêchage d'expansion. Les Marlins le transfèrent en mars 1994 aux Mets de New York et c'est avec ces derniers que Person joue son premier match dans le baseball majeur le 18 septembre 1995. Il joue avec eux sa saison recrue en 1996, alternant entre les rôles de lanceur partant et de lanceur de relève.

### Blue Jays de Toronto
Le 20 décembre 1996, les Mets échangent Robert Person aux Blue Jays de Toronto contre le joueur de premier but étoile John Olerud. Les Mets versent aussi 5 millions de dollars, une somme record à l'époque, dans la transaction. Lanceur partant à sa première saison à Toronto en 1997, Person encaisse 10 défaites contre 5 victoires et sa moyenne de points mérités, très élevée, se chiffre à 5,61 en 128 manches et un tiers lancées. L'année suivante, il est affecté à l'enclos de relève et éprouve encore plus de difficultés avec une moyenne de points mérités de 7,04 en 27 matchs et 38 manches et un tiers lancées. Après avoir alloué 12 points en 11 manches pour Toronto en 1999, il échangé.

### Phillies de Philadelphie
Person passe des Blue Jays aux Phillies de Philadelphie le 5 mai 1999 en échange du lanceur gaucher Paul Spoljaric.
En quatre saisons à Philadelphie, de 1999 à 2002, Person entreprend 99 matchs et ajoute 9 sorties en relève. Sa moyenne de points mérités s'élève à 4,23 en 606 manches et un tiers lancées au total et il remporte 38 victoires contre 24 défaites. Sa saison 2000 de 9 victoires et 7 défaites est sa meilleure au monticule avec une moyenne de 3,63 points mérités accordés par partie en 173 manches et un tiers lancées lors de 28 départs. En 2001, il amorce 33 rencontres et œuvre pendant 208 manches et un tiers, affichant une moyenne à la hausse de 4,19 mais remportant un sommet personnel de 15 victoires, contre 7 revers.
Le 2 juin 2002, Person s'illustre au bâton avec deux circuits, dont un grand chelem, contre les Expos de Montréal. Dans une victoire de 18-3, Person récolte 7 points produits, plus que tout autre lanceur des majeures depuis une performance de Tony Cloninger en 1966. Il réussit son grand chelem contre le lanceur Bruce Chen en première manche et ajoute un circuit de 3 points contre Masato Yoshii en cinquième reprise. Avant d'être retiré sur des prises en troisième manche, il rate un second grand chelem de peu alors qu'avec les buts remplis, il frappe contre Yoshii une longue fausse balle qui aurait été poussée assez loin pour un circuit si elle avait été en jeu. Person est le premier lanceur des Phillies à réussir deux circuits dans un même match depuis Randy Lerch en 1978. La performance est de plus réalisée contre les Expos du gérant Frank Robinson, qui en mai 2001 était vice-président de la Ligue majeure de baseball et avait imposé une suspension de 6 matchs à Person pour avoir atteint d'un lancer Reggie Sanders des Diamondbacks de l'Arizona,.
Durant ses années passées à Philadelphie, un groupe de supporteurs de Robert Person se crée et est présent pour l'encourager au stade des Phillies. Ce groupe se nomme Person's People, qui se traduit par les « gens » ou le « peuple de Person », un jeu de mots avec son nom de famille, qui signifie « personne » en français.

### Palmarès
Il joue ses 7 derniers matchs en carrière en 2003 avec les Red Sox de Boston. Robert Person a disputé 206 parties en 9 ans dans les majeures, dont 135 comme lanceur partant. En 897 manches et un tiers lancées au total, sa moyenne de points mérités se chiffre à 4,64. Il a remporté 51 victoires contre 42 défaites, enregistré 773 retraits sur des prises, réussit 4 matchs complets dont deux blanchissages comme partant et réalisé 9 sauvetages en relève.